# رادوفیس
شهر رادوفیس (به مقدونی: Радовиш) با جمعیت  ۲۸٫۲۴۴   نفر  در استان جنوب شرقی کشور جمهوری مقدونیه واقع شده‌است.

## نگارخانه

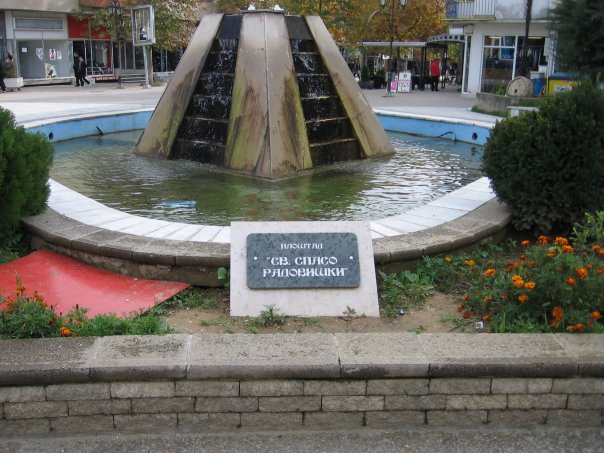
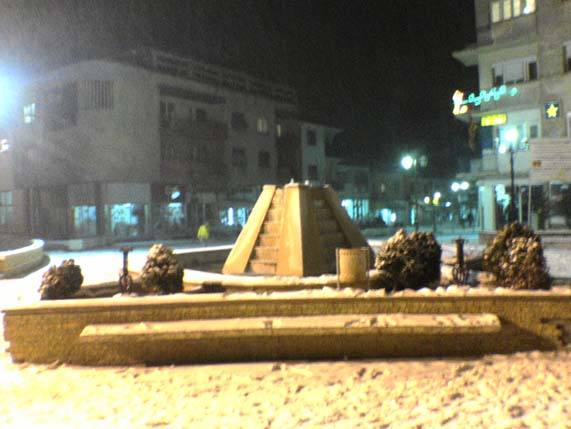
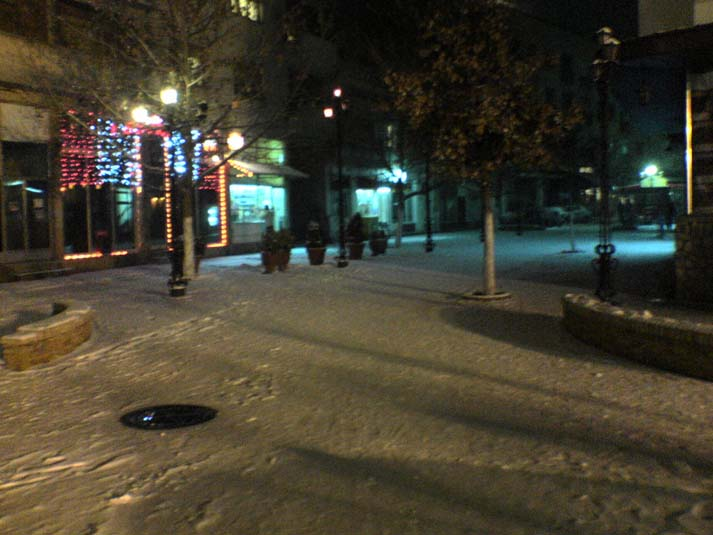
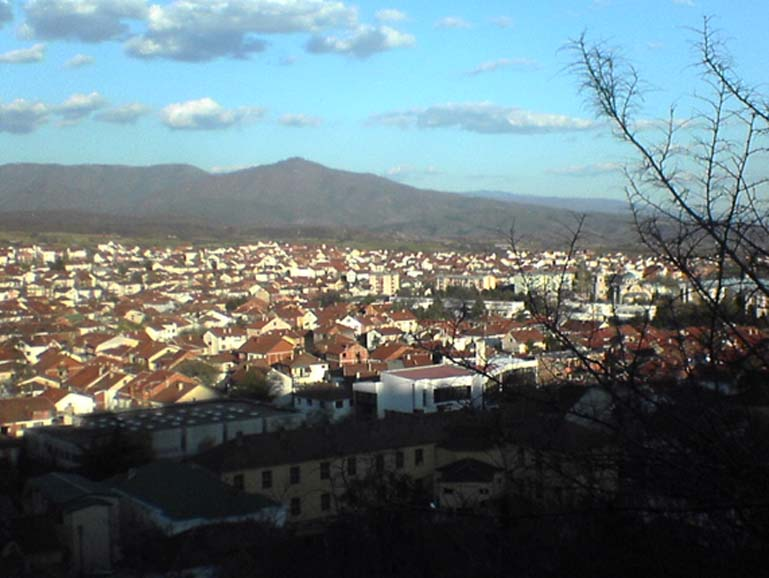
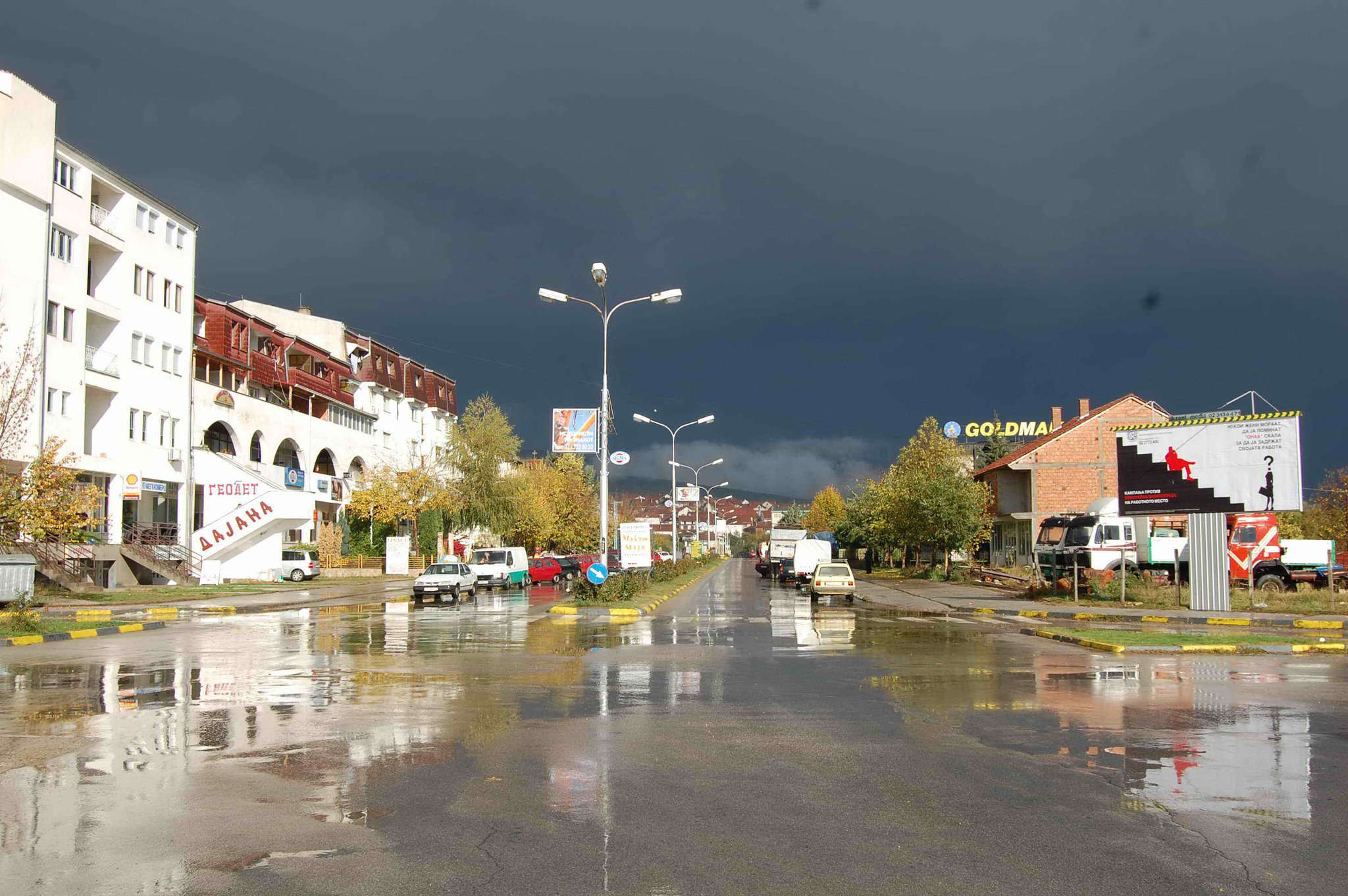
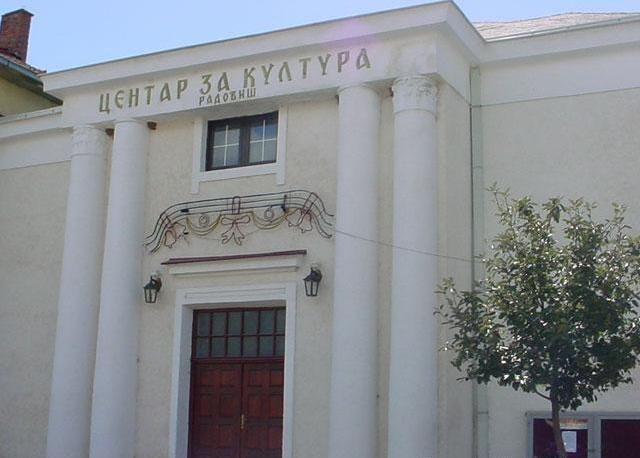
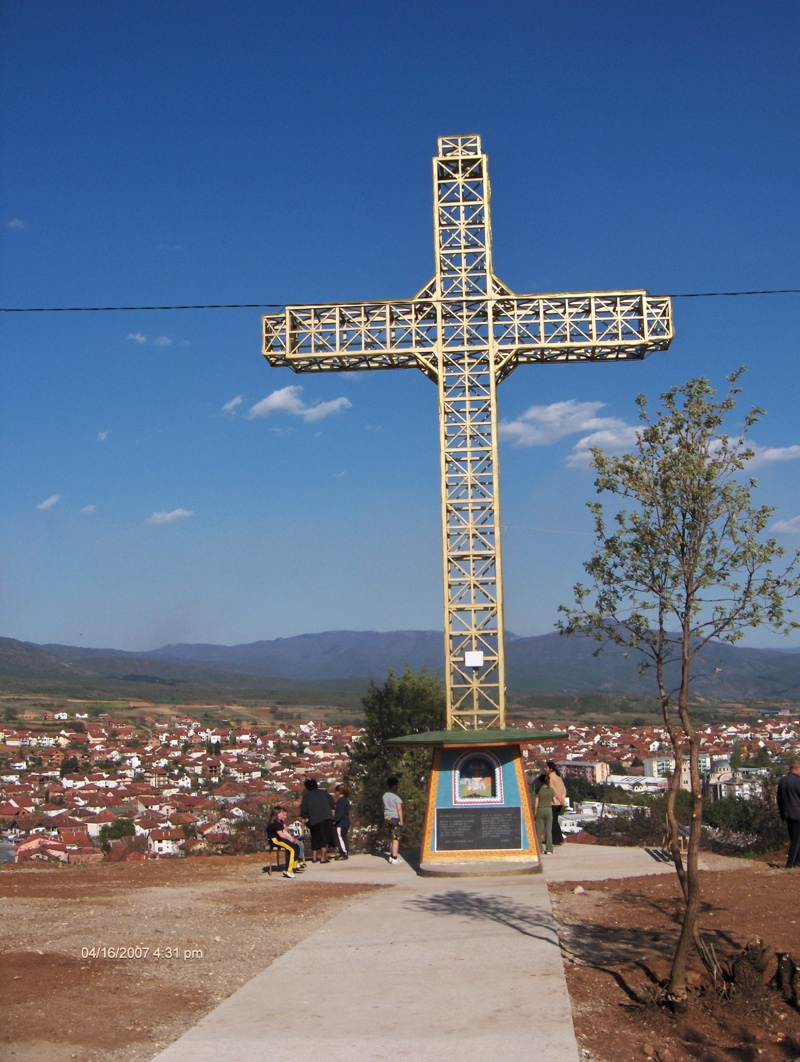
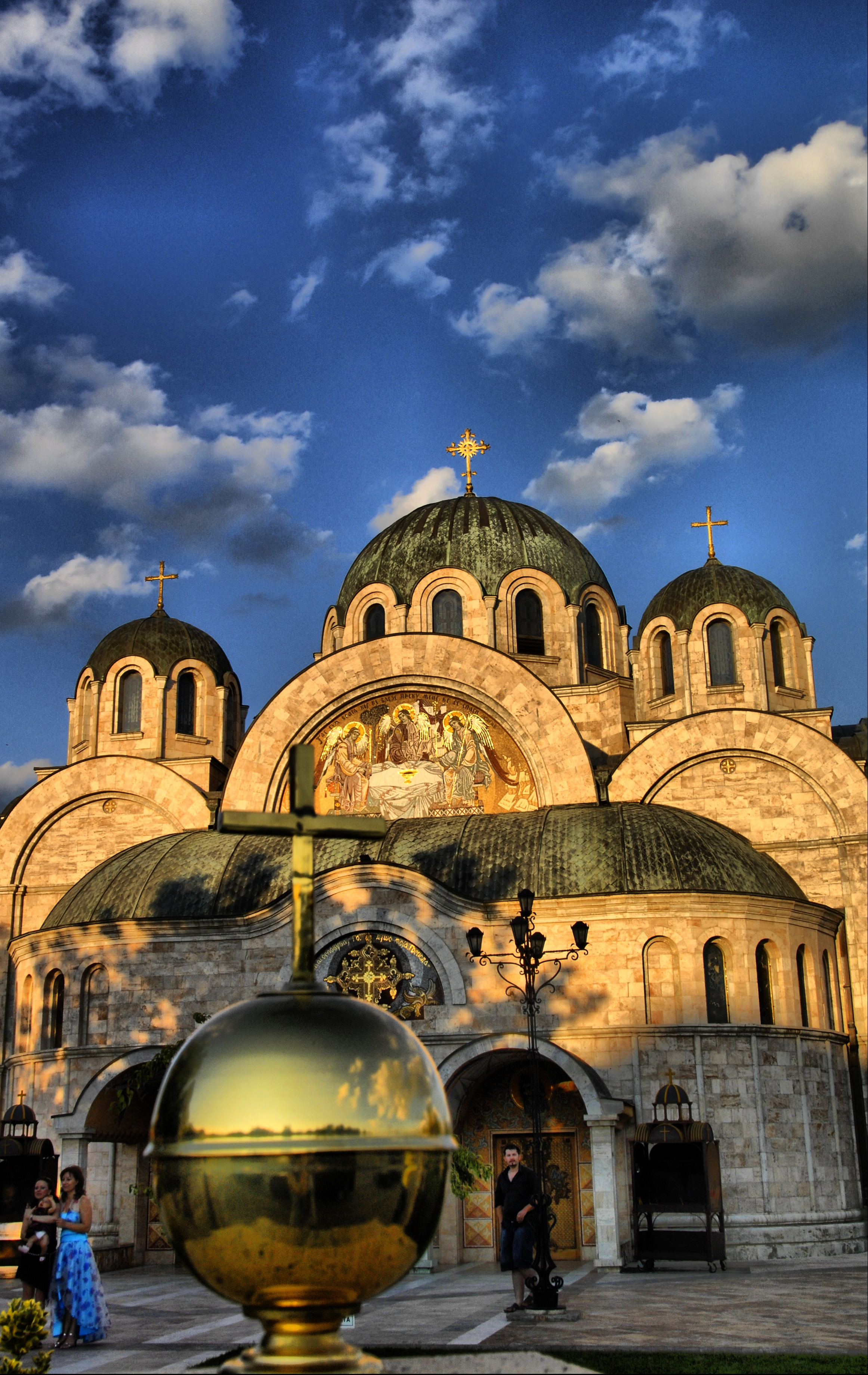